# Xã York, Quận Benton, Indiana
Xã York (tiếng Anh: York Township) là một xã thuộc quận Benton, tiểu bang Indiana, Hoa Kỳ. Năm 2010, dân số của xã này là 181 người.